# Tanaostigmodes fisheri
Tanaostigmodes fisheri är en stekelart som beskrevs av Lasalle 1987. Tanaostigmodes fisheri ingår i släktet Tanaostigmodes och familjen Tanaostigmatidae. Inga underarter finns listade i Catalogue of Life.